# Vítkovec (zámek)
Vítkovec (též Vřísek) je zámek v oboře Vřísek na pískovcové vyvýšenině Žižkova vrchu nad Dolským potokem. Žižkův vrch s uzavřenou oborou a zámkem náleží do katastru vsi Šváby, která je součástí území obce Zahrádky v okrese Česká Lípa v Libereckém kraji. Zámek je chráněn jako kulturní památka České republiky a je pod tímto názvem zapsán v památkovém katalogu Národního památkové ústavu. Žižkův vrch s oborou a zámkem je součástí Krajinné památkové zóny Zahrádecko.

## Název
Od konce šestnáctého století se zámek v pramenech objevoval pod názvem Schischkenberg (či Žižkenberg). V roce 1845 jej František Alexandr Heber mylně označil jako Vřísek, o rok později stejný název použil František Palacký, a po něm i August Sedláček. Sedláček ve svém díle zároveň uvádí reakci A. V. Malocha v Jičínském Obzoru, který upozorňuje, že tento objekt nesl název Vítkovec a Vřísek je třeba hledat jižněji, na skále zvané Alte Berg. V roce 1991 historici Jaroslav Panáček a František Gabriel doložili, že název Vřísek ve skutečnosti nesl hrad u Drchlavy. Jako Vítkovec jej označuje i historik a kastelolog Jiří Úlovec. V mapě katastru nemovitostí je parcela, zahrnující zámek a přilehlé nádvoří, označena jako Vřísek. V celostátním seznamu kulturních památek je uveden od roku 1958 jako Zámek Vřísek pod č. 23012/5-2959 s adresou Šváby 18.

## Historie
Na základě názvu někteří historikové (např. Palacký, Heber či Sedláček) předpokládali, že na místě zámku stával středověký hrad. Archeologický výzkum však existenci hradu v této lokalitě nepotvrdil. Renesanční zámek nechal postavit kolem roku 1570 Jan z Vartenberka, ale podle Jiřího Úlovce byl jeho zakladatelem Václav z Vartenberka, tehdejší majitel statku Rybnov, pod který zámek v té době spadal. K témuž roku je poprvé uváděna obora, která se nachází okolo zámku a která tak patří k nejstarším oborám v České republice. Po Václavově smrti jej využívala vdova Kateřina. Funkcí se jednalo o lovecký zámeček, ovšem vyloučena není ani možnost, že do vystavění zámku v Zahrádkách zámek na Žižkově vrchu sloužil jako rezidence. Zámek navštěvoval a nakreslil básník Karel Hynek Mácha.
Podle pověsti z roku 1787 zde měl Jan Žižka z Trocnova věznit svého bratra, jenž byl katolickým knězem v Holanech. V hladomorně jsou dochovány vyryté postavy a nápisy s dosud neznámým datováním. Nedaleko zámku pak stávala osada Schischkenberg s jistotou doložena ještě k roku 1930 jako část obce Šváby. Později je Chytilem uváděna jako samota s názvem Vřísek.
Zámek je i s přilehlou oborou ve vlastnictví České republiky. Subjektem, který má právo hospodařit s tímto majetkem, je státní podnik Lesy České republiky. V katastru nemovitostí je zámek (Šváby čp. 18) s příslušnou stavební parcelou č. 22 zapsán jako objekt lesního hospodářství. Zámek je prázdný a bez jakéhokoli vnitřního vybavení, prakticky jsou zde zachovány jen holé zdi. Střecha zámku byla opravena v roce 1989, Lesy ČR od té doby zajišťují pouze nejnutnější údržbu.

## Zámecký park
V roce 1980 byl u zpustlého loveckého zámečku Vřísek menší palouk, součást rozlehlé obory. Na palouku rostlo devět mohutných stromů, domácích dřevin. Cizím byl jen jírovec obecný.

## Odraz vkultuře
Zámeček využili filmaři jako kulisu při natočení pohádky O princezně Jasněnce a létajícím ševci. V oboře a zámečku se také odehrává děj jedné z kapitol knihy Soví jeskyně od Miloše Zapletala.

## Dostupnost
Obora Vřísek ani zámek nejsou přístupné veřejnosti. Celý areál se otevírá jen jeden den v roce, a to pouze na několik hodin v rámci Dne lesů, který zde pořádá Lesní správa Česká Lípa v době konání letních Zahrádeckých slavností.

## Fotogalerie

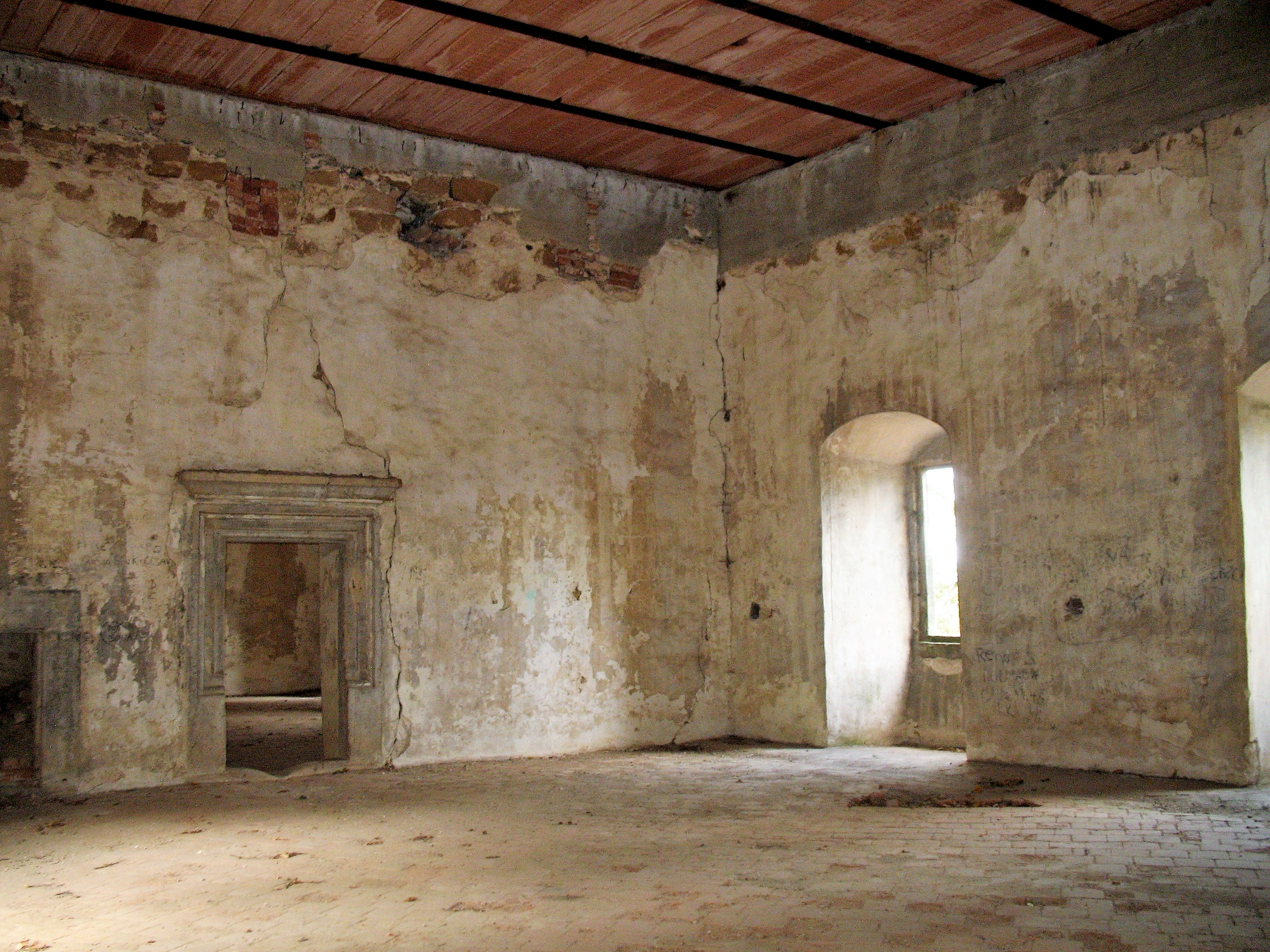
Zámecké sály v prvním poschodí
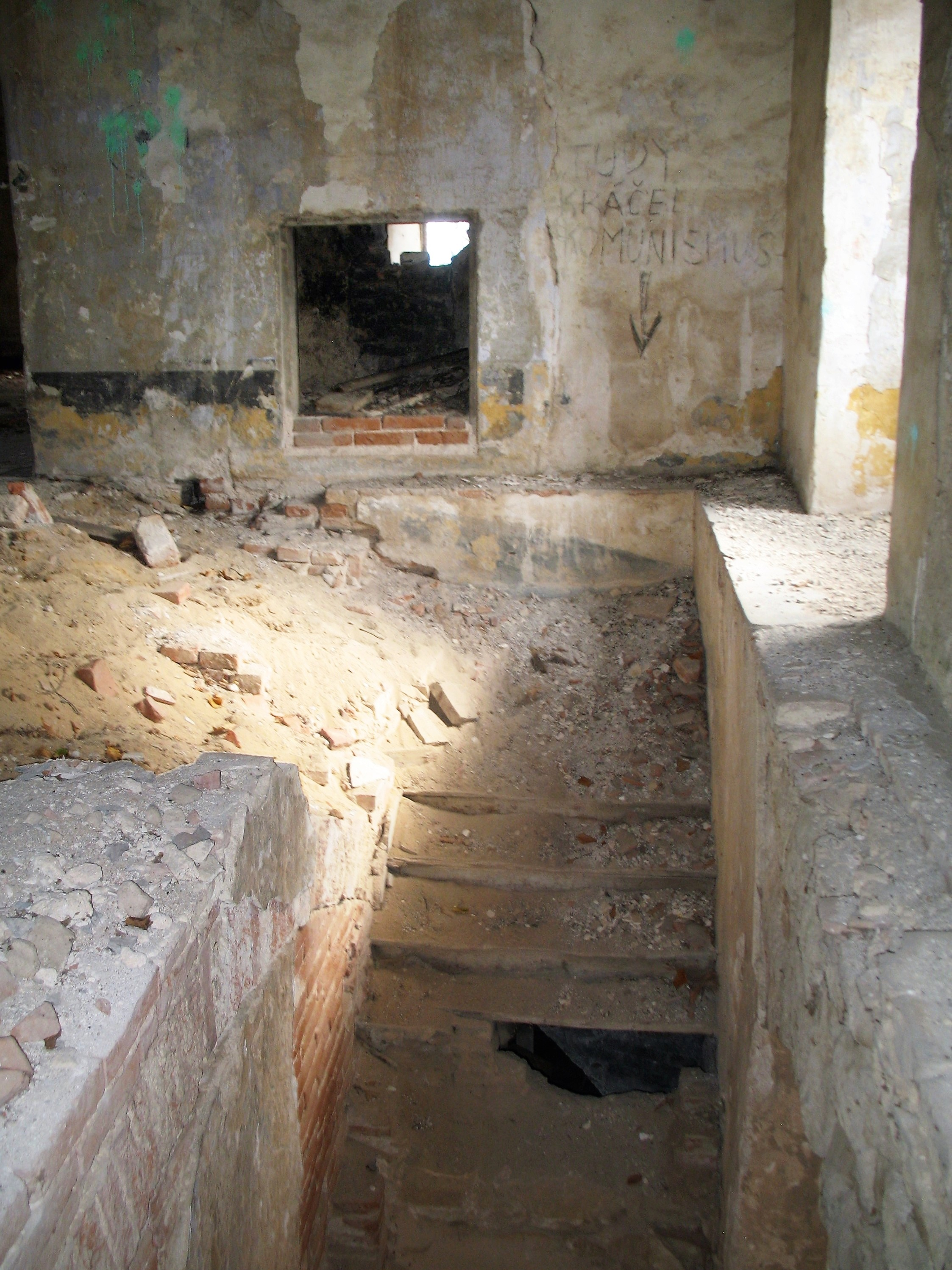
Zasypané schodiště z 1. poschodí do přízemí
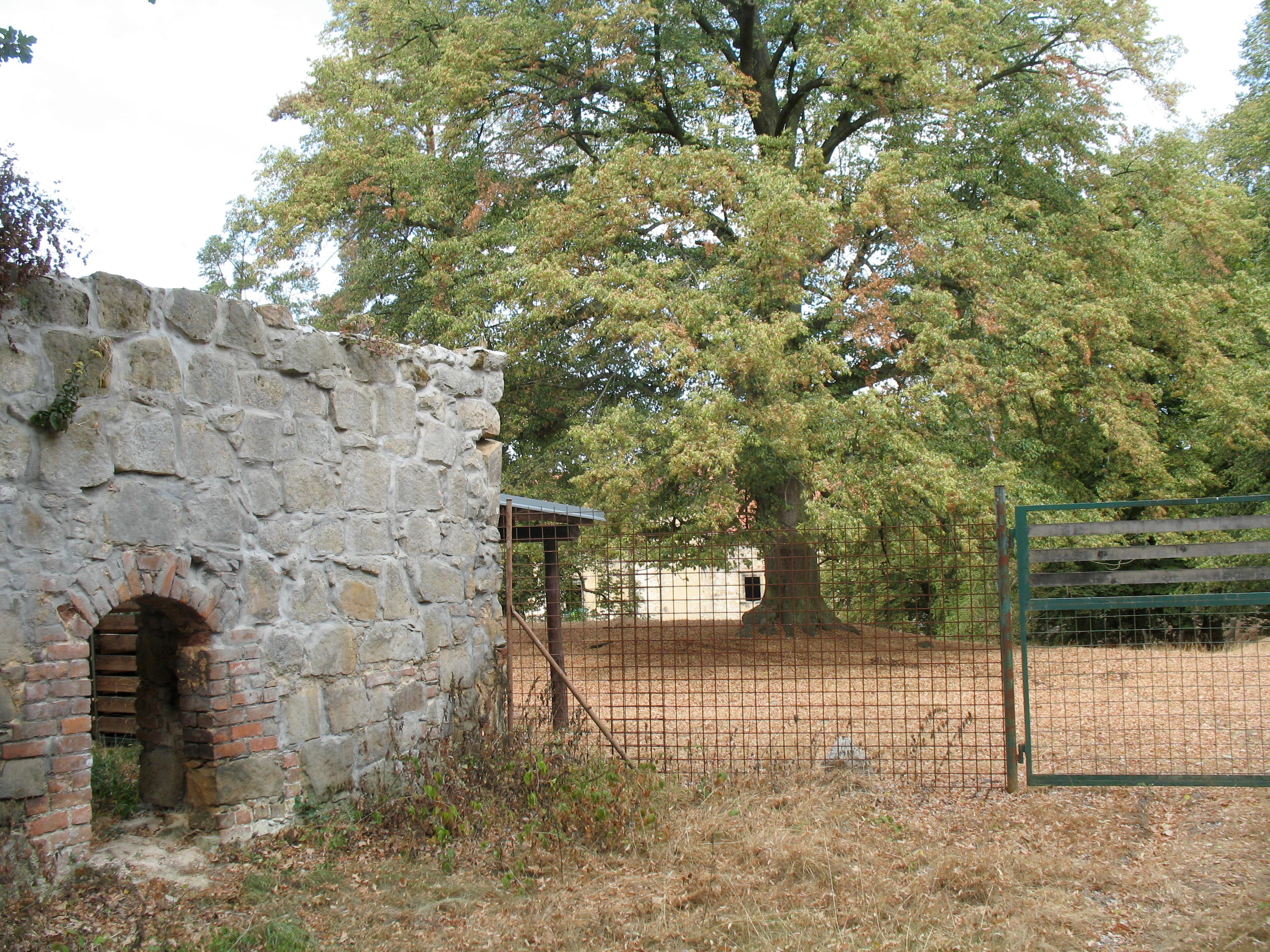
Pohled do nádvoří od vnější zdi
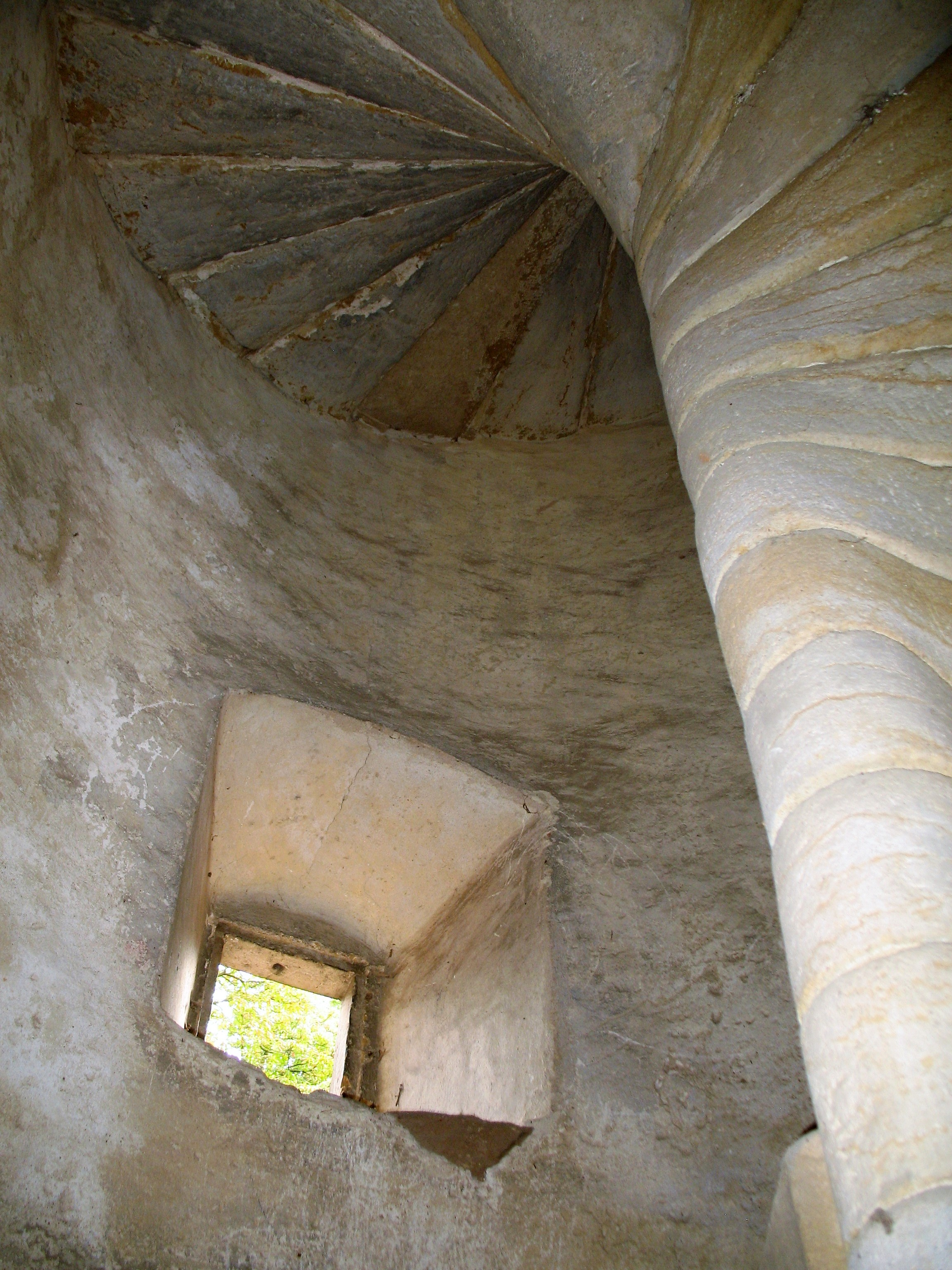
Pískovcové schodiště ve věži
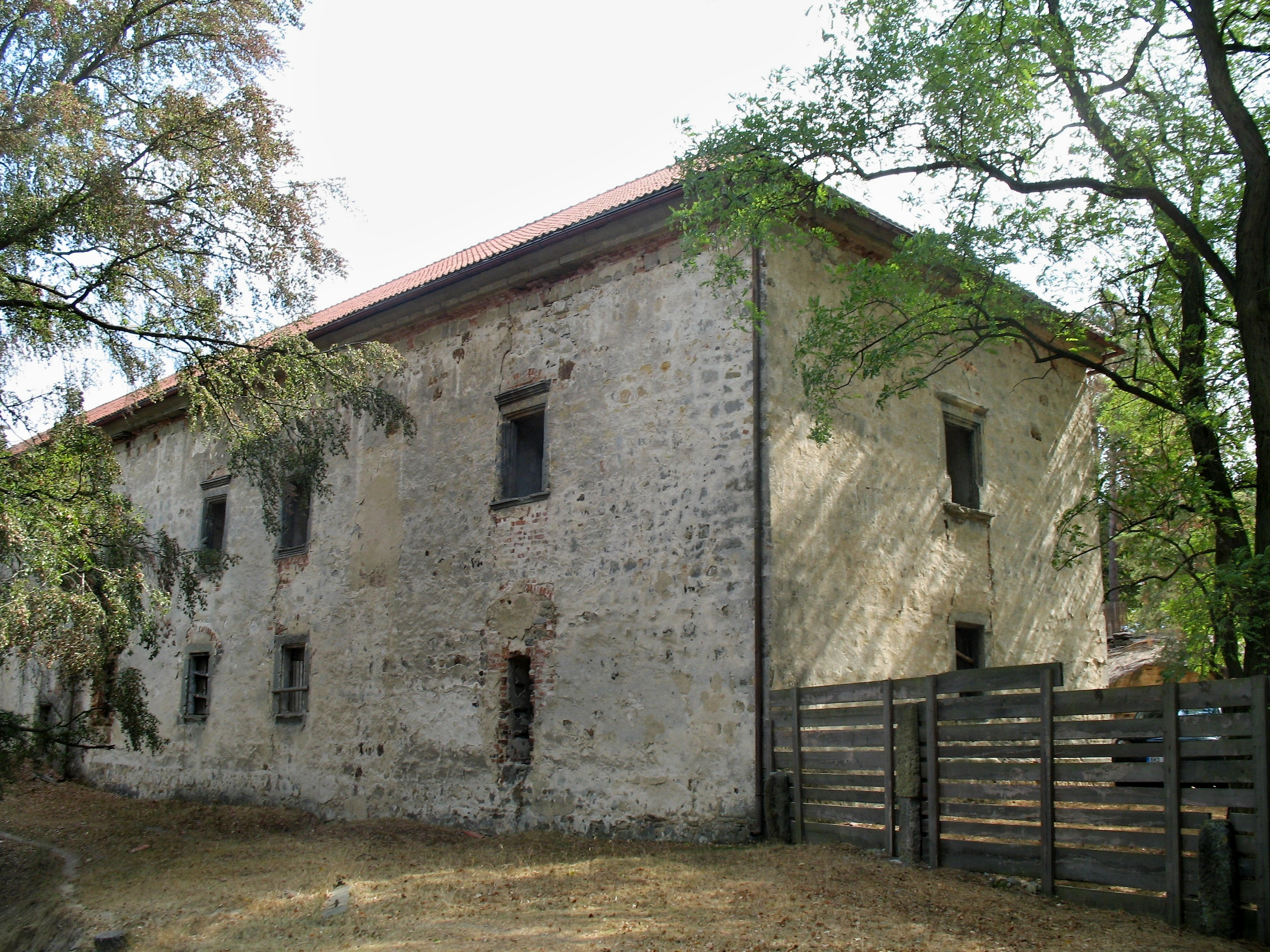
Severozápadní strana zámku